# نیترونیم پرکلرات
نیترونیم پرکلرات (به انگلیسی: Nitronium perchlorate) با فرمول شیمیایی NO۶Cl یک ترکیب شیمیایی است؛ که جرم مولی آن ۱۶۱٫۴۵ g/mol می‌باشد.